# Hospital Covadonga
El Hospital Covadonga es un centro sanitario ubicado en el barrio de El Coto, en el municipio de Gijón, Asturias (España).

## Historia
Fue fundado con el nombre de Sanatorio Nuestra Señora de Covadonga en 1915 por los doctores Arturo Toral, Aquilino Hurlé y César Alonso Martínez. El 1 de marzo de 1920 se incorporan a trabajar en el sanatorio un grupo de Hermanas Dominicas de la Anunciata, congregación que adquiere el centro sanitario en 1928. Tras su saqueo y destrucción durante la guerra civil española, fue reconstruido y ampliado, y la comunidad de religiosas se mantuvo en el centro hasta 2017, cuando dejaron de residir en él aunque mantuvieron su propiedad hasta el 1 de agosto de 2020, cuando fue adquirido por AVS Millenium Salud. En 2022 AVS Millenium Salud también adquirió la Residencia Jovellanos, colindante con el Hospital, convirtiendo el centro en el mayor centro de atención sociosanitaria de Asturias. El 1 de julio de 2024 se integra a la red hospitalaria de Ribera Salud, propiedad de Vivalto Santé.